# Ipar Kutxa
Ipar Kutxa Rural Sociedad Cooperativa de Crédito, més coneguda pel seu nom comercial d'Ipar Kutxa (nom que significa 'Caixa del Nord'), va ser una cooperativa de crèdit basca fins que es fusionà amb la Caja Laboral —també coneguda com a Euskadiko Kutxa— l'any 2012, de la qual sorgí la nova entitat Laboral Kutxa.
Tradicionalment ha estat vinculada al món rural biscaí, pels seus orígens com a caixa rural de Biscaia. En els darrers anys, s'afegí al seu negoci tradicional una expansió important per zones urbanes de Biscaia, amb l'obertura de moltes oficines a Bilbao, Barakaldo, Getxo; i també a la provincia d'Àlaba, on n’obrí moltes a Vitòria. També s'especialitzà en promocions immobiliàries i en préstecs hipotecaris, per a la qual cosa emprà l'eslògan comercial de “la Caja de la Vivienda”. El febrer de 2009 va obrir una primera oficina a Guipúscoa.
El seu domicili social es trobava a Bilbao (Biscaia).

## Administració
- President: Juan María Orbe Ugalde
- Director General: Carlos Osés Irulegui

## Història
- 1965: es funda a Bilbao la Caja Rural Provincial de Vizcaya, una caixa rural destinada a donar suport als agricultors i ramaders biscaïns.
- 1980: L'entitat passa a anomenar-se Caja Rural Provincial de Vizcaya, Sociedad Cooperativa de Crédito Limitada.
- 1986: Canvia la seva denominació, d'una manera significativa, i passa a anomenar-se Caja Rural Vasca, Sdad. Coop. Cto. Ltda. En eusquera adopta la marca Baserritarren Kutxa. El canvi de denominació va ser motivat per l'obertura d'oficines fora de Biscaia.
- 1997: Canvia lleugerament el nom, i passa a ser Caja Rural Vasca, S. Coop. de Crédito. OPA fallida per prendre el control del banc guipuscoà Bankoa.
- 2003: Comença l'any amb 65 sucursals obertes. Canvia la seva raó social a l'actual. Tot i que manté en la seva denominació el nom Rural, la seva marca comercial es limita a ser Ipar Kutxa.
- 2008: A les acaballes d'aquell any, comença la seva expansió a Guipúscoa. El desembre de 2009 té tres sucursals —a Sant Sebastià, Hernani i Tolosa.
- 2012: S'aprova la fusió d'Ipar Kutxa amb Caja Laboral en una nova Sociedad Cooperativa de Crédito.[1] Adopta el nom de Caja Laboral Popular, Coop. de Crédito, en manté les marques anteriors; i, a més a més, utilitza una marca comercial combinada: Caja Laboral Ipar Kutxa.[2]